# Henriques (släkt)
Henriques är en ursprungligen judisk släkt som flydde från Spanien till Portugal 1492 och som tvångsdöptes som alla andra judar i Portugal 1496.

## Historik
Familjen Henriques höll sitt judiska arv vid liv och ingick samtidigt äktenskap med andra "nya kristna" (conversos), men levde och kände sig som portugisiska patrioter. Stamfadern Henrique Dias Milao-Caceres var en mycket välbärgad köpman i Lissabon som häktades av inkvisitionen och brändes på bål den 5 april 1609 vid 82 års ålder. För att hedra minnet av honom antog hans ättlingar släktnamnet Henriques, som betyder son av Henrique. Bland dem finns sonen Paulo (Moses) de Milao och dottern Beatriz Henriques de Milao samt hennes son Ruben.
Den äldste kände stamfadern för den svenska grenen är borgaren Moses Henriques eller Cornelius Jansen i Glückstadt, som är farfar till faktorn Moses Josua Henriques (1635–1716). Denne var gift med sin farbrors dotter. En son till henne från ett tidigare äktenskap var köpmannen Moses Aron Nathan Henriques eller Mausche Nasche, som avled 1744. Han invandrade till Nakskov i Lolland. Där togs släktnamnet Henriques av tre av hans söner samt en systerson. I Danmark återfinns flera kända medlemmar av släkten Henriques. Några medlemmar invandrade till Sverige.
Köpman Bendix (Pinchas) Moses Henriques (1725–1807), en av Moses Aron Nathan Henriques söner, blev 1752 borgare i Köpenhamn, men flyttade 1786 till Marstrand och därifrån vidare till Göteborg 1794. Han blev den förste ordföranden i Göteborgs mosaiska församling. Dottern Göthilda Magnus (1767–1825) donerade medel till Göthildaskolans grundande i Göteborg. Från en annan dotter härstammar släkten Warburg.
Handlanden Aron Moses Henriques (1782–1839) var brorson till Bendix Henriques. År 1809 erhöll han burskap i Göteborg, blev delägare i sockerbruket vid Liseberg samt ägde såpsjuderiet vid Krokslätt som gick i konkurs 1820. En sonson till honom var konstnären Hugo Henriques (1864–1910).
Köpmannen i Köpenhamn Ruben Moses Henriques (1716–1771) var halvbror till Bendix Henriques. Han var far till köpmannen Moses Ruben Henriques eller Mausche Ber (1757–1823), som åren 1787–1796 uppehöll sig i Marstrand, för att sedan återvända till Köpenhamn. Där familjen bestod till exempel av hans fru Rachel "Rebecca" (1766–1828) och hans moder änkan Milka född Delbanco (1730–1807) enligt danska folkräkningar år 1801. Sonsonen Meyer Ruben Henriques (1813–1874) var en av sex judar som 1841 grundade den reformvänliga föreningen I 1 (Judiska Intresset) i Stockholm. I Göteborg blev han 1846 överlärare för Göthildaskolan, andre predikant i synagogan och utarbetade tillsammans med tre andra samt rabbinen en ny böne-, synagoge- och ceremonialordning 1851–1857.
Pontus Herman Henriques (1852–1933) var son till Meyer Ruben Henriques. En av dennes döttrar var Elin Brandell (1882–1963), som blev en känd journalist. Advokaten Emil Henriques (1883–1957) var hans son. I sin tur var Emil Henriques far till och grosshandlaren Wilhelm Julius Henriques (1853–1931) och Pontus Ragnar Henriques (1913–1970), reklamchef vid Expressen.
Wilhelm Julius Henriques var far till advokaten Mårten Henriques och grosshandlaren Einar Henriques (född 1889), vilken i sin tur var far till mineralogen vid KTH Åke Henriques (född 1918).

## Kända medlemmar
- Moses Aron Nathan Henriques (1690–1744), invandrade till Danmark från Tyskland och slog sig ner som köpman i Nakskov.
  - Ruben Moses Nathan Henriques (1716–1771), köpman i Köpenhamn under 1700-talet.
    - Moses Ruben Henriques (1757–1823), köpman i Marstrand från 1787 och i Köpenhamn från 1796.
      - Ruben Moses Henriques (1787–1863), grosshandlare inom textilbranschen i Köpenhamn.
        - Meyer Ruben Henriques (1813–1874), en av grundarna till reformvänliga föreningen I 1  (Judiska Intresset) i Stockholm. Flyttade senare till Göteborg där han blev överlärare för Göthildaskolan, andre predikant i synagogan.
          - Pontus Herman Henriques (1852–1933), ingenjör, läroboksförfattare och professor vid KTH.
            - Elin Brandell (1882–1963), svensk journalist och författare, känd under signaturerna Opolitiska frun, Regan och Clementine.

          - Wilhelm Julius Henriques (1853–1931), framgångsrik grosshandlare med ett flertal officiella uppdrag i Göteborg, bl.a. ordförande för Göteborgs spårvägar 1907–1914.
            - Mårten Henriques (1886–1974), svensk advokat och delägare på Mannheimer o. Zetterlöf i Göteborg.

  - Bendix Moses Henriques (1725–1807), inflyttad köpman från Danmark som först bosatte sig på Marstrand och senare i Göteborg där han blev den förste ordföranden i Göteborgs mosaiska församling.
    - Göthilda Magnus Henriques (1767–1825), gifte sig med Lazarus Elias Magnus som var son till en av de första bofasta judarna på Marstrand och i Göteborg. Moder till Eduard Magnus, en av 1800-talets mest förmögna och framgångsrika grosshandlare samt grundare av Göthildaskolan i Göteborg.
    - Zippora Henriques (1773–1843), gifte sig med Simon Elias Warburg och blev genom detta anmoder till den svenska grenen av släkten Warburg.

## Galleri

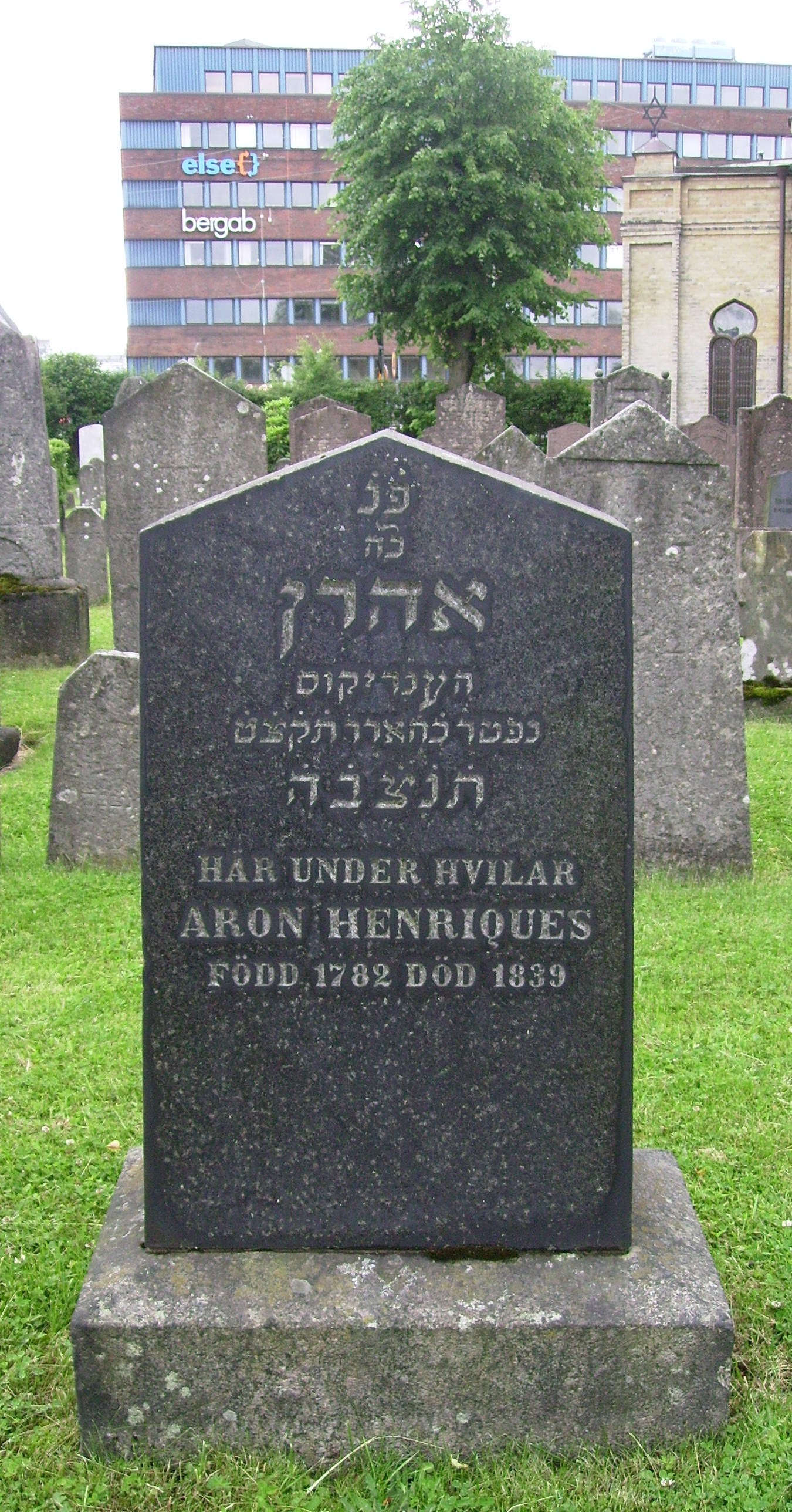
Aron Henriques (1782–1839) gravvård på Mosaiska begravningsplatsen vid Svingeln i Göteborg.